# Antonios Papaioannou
Antonios Papaioannou (griechisch Αντώνηος Παπαϊωάννου) war ein griechischer Turner, der an den Olympischen Sommerspielen 1896 teilgenommen hat. Er trat in den Barren- und Reckwettbewerben an. In beiden Disziplinen kam er nicht unter die ersten zwei. Genaue Ergebnisse sind nicht bekannt.